# Santa Oliva
Santa Oliva är en kommun i Spanien.   Den ligger i provinsen Província de Tarragona och regionen Katalonien, i den östra delen av landet, 400 km öster om huvudstaden Madrid. Antalet invånare är 3 322.
Terrängen runt Santa Oliva är platt åt sydost, men åt nordväst är den kuperad. Runt Santa Oliva är det tätbefolkat, med 397 invånare per kvadratkilometer. Närmaste större samhälle är El Vendrell, 4,3 km söder om Santa Oliva. Trakten runt Santa Oliva består till största delen av jordbruksmark.